# Biserica de lemn din Seliște, Republica Moldova
Biserica de lemn din Seliște este o biserică amplasată în Seliște, raionul Nisporeni, Republica Moldova. Este un monument arhitectural de importanță națională inclus în Registrul monumentelor Republicii Moldova ocrotite de stat cu nr. 919 (raionul Nisporeni). Datează de la sf. sec. XVIII.